# Caixa de canvis

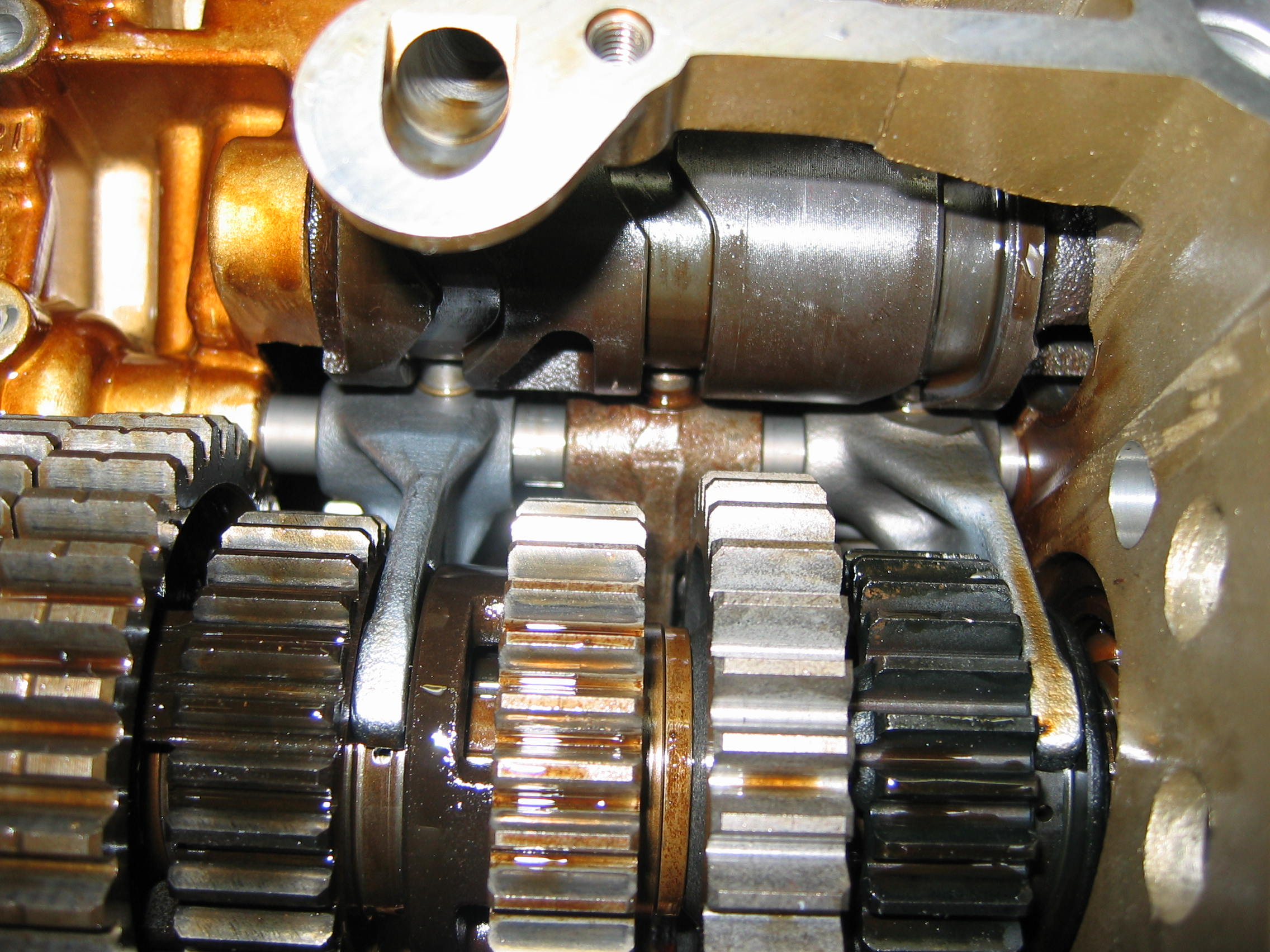
Caixa de canvis de motocicleta.

La caixa de canvis o caixa de velocitats o simplement caixa és, en un vehicle motoritzat, l'element encarregat de desmultiplicar la velocitat de gir del motor aplicant a les rodes del parell motor la força suficient per posar en moviment el vehicle des de la situació de repòs, i un cop en marxa obtenir un parell suficient per poder vèncer les resistències a l'avenç, fonamentalment les resistències aerodinàmiques, de rodament i de pendent.

## Fonament
El motor de combustió interna, al revés del que passa amb la màquina de vapor o el motor elèctric, necessita un règim de gir suficient (entre un 30% i un 40% de les rpm màximes) per proporcionar un parell motor capaç d'iniciar el moviment del vehicle i mantenir-lo després. Tot i així, cal reduir les revolucions del motor en una mesura suficient per tenir el parell suficient, és a dir si el parell requerit a les rodes és 10 vegades el que proporciona el motor, s'ha de reduir 10 vegades el règim. Això s'aconsegueix mitjançant les diferents relacions de desmultiplicació obtingudes en el canvi, més la del grup de sortida del diferencial. El sistema de transmissió proporciona les diferents relacions d'engranatges, de manera que la mateixa velocitat de gir del cigonyal es pot convertir en diferents velocitats de gir en les rodes. El resultat sobre les rodes de tracció és la disminució de la velocitat de gir del motor, i l'augment en la mateixa mesura del parell motor aplicat, això s'entén millor amb l'expressió de la potència P en un eix motriu:
{\displaystyle P=M\,\omega \,\!}
on:
- {\displaystyle P\,\!} és la potència (en W)
- {\displaystyle M\,\!} és el parell motor (a N · m)
- {\displaystyle \omega \,\!} és la velocitat angular (en rad/s)

En funció d'això, si la velocitat de gir (velocitat angular) del motor transmesa a les rodes és menor, el parell motor augmenta, suposant que el motor lliura una potència constant.
La caixa de canvis té doncs la missió de reduir el nombre de revolucions del motor, segons el parell necessari en cada instant.
A més d'invertir el sentit de gir a les rodes, quan les necessitats de la marxa així ho requereixen. Va acoblada al volant d'inèrcia del motor, del qual rep moviment a través de l'embragatge, en transmissions manuals; o mitjançant el convertidor de parell, en transmissions automàtiques. La resta del sistema de transmissió va acoblat a la caixa de canvis.

## Constitució de la caixa de canvis

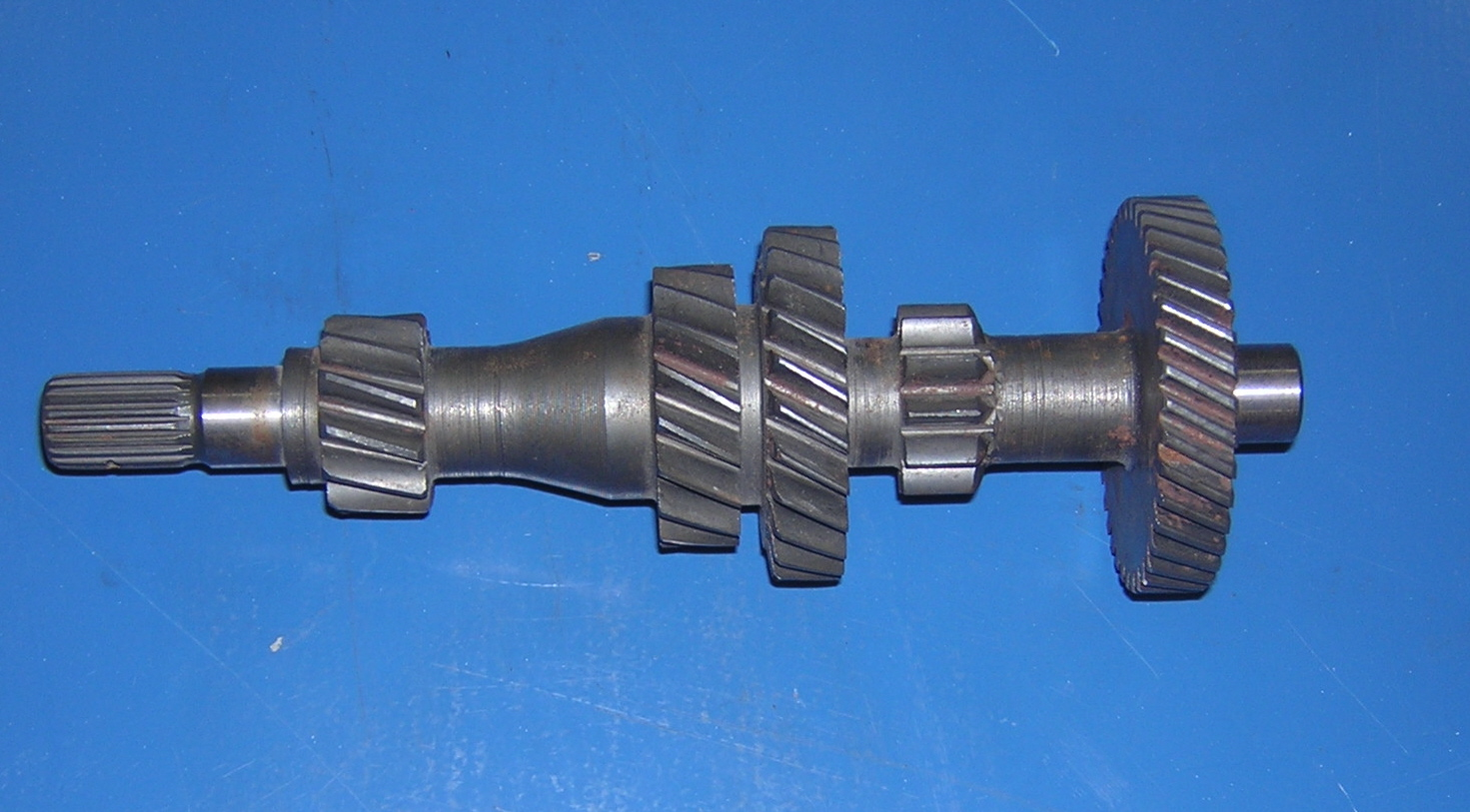
Eix intermediari d'una caixa de canvis manual. D'esquerra a dreta consta de les següents parts: nervat per a la corona que engrana amb el primari, suport de rodament, pinyons d'acoblament, suport de rodament. El dentat recte correspon a la marxa enrere.

La caixa de canvis està constituïda per una sèrie de rodes dentades disposades en tres arbres.
- Arbre primari. Rep el moviment a la mateixa velocitat de gir que el motor. Habitualment porta un únic pinyó conductor en les caixes longitudinals per tracció posterior o davantera. En les transversals en porta varis. Gira en el mateix sentit que el motor.
- Arbre intermedi o intermediari. És l'arbre oposat o contraeix. Consta d'un pinyó corona conduït que engrana amb l'arbre primari, i de diversos pinyons (habitualment tallats en el mateix arbre) que poden engranar amb l'arbre secundari en funció de la marxa seleccionada. Gira al sentit oposat al motor.

En les caixes transversals aquest eix no existeix.
- Arbre secundari. Consta de diversos engranatges conduïts que estan muntats solts en l'arbre, però que es poden fer solidaris amb dit arbre mitjançant un sistema de desplaçables. Gira en el mateix sentit que el motor (canvis longitudinals), i en sentit invers a les caixes transversals. En altres tipus de canvi, especialment motocicletes, automòbils i camions antics, els pinyons es desplacen sencers sobre l'eix.

La posició axial de cada roda està controlada per unes forquilles accionades des de la palanca de canvis i determina quina parella de pinyons engranen entre el secundari i l'intermediari. O entre primari i secundari segons sigui canvi longitudinal o transversal. Quan s'utilitzen sincronitzadors, l'enllaç tangencial es pot alliberar en funció de la posició axial d'aquests i les rodes dentades no tenen llibertat de moviment axial.
En les caixes transversals, la reducció o desmultiplicació final de l'eix secundari/corona del diferencial inverteix de nou el gir, de manera que la corona gira en el mateix sentit que el motor.
- Eix de marxa enrere. Porta un pinyó que s'interposa entre els arbres intermediari i secundari (longitudinal) o primari i secundari (transversal) per invertir el sentit de gir habitual de l'arbre secundari. En l'engranatge de marxa enrere, normalment s'utilitza un dentat recte, en lloc d'un dentat helicoidal, més senzill de fabricar (d'aquí el soroll especial de quan es fa marxa enrere).

Tots els arbres es donen suport, per mitjà de coixinets, axials, a la carcassa de la caixa de canvis, que sol ser de fosa grisa (ja en desús), alumini o magnesi i serveix d'allotjament als engranatges, dispositius d'accionament i en alguns casos el diferencial, així com de recipient per a l'oli de greixatge 
En diversos vehicles com alguns camions, vehicles agrícoles o automòbils tot terreny, es disposa de dues caixes de canvis acoblades en sèrie, majoritàriament mitjançant un embragatge intermedi. A la primera caixa de canvis es disposen poques relacions de canvi cap endavant, normalment 2, (directa i reductora), i una marxa enrere, utilitzant l'eix de marxa enrere per invertir el sentit de rotació.
La lubricació es pot fer mitjançant: Barboteig, mixt, a pressió, a pressió total o per càrter sec.

## Classificació de les caixes de canvi
Hi ha diversos tipus de caixes de canvis i diverses maneres de classificar. Fins al moment en què no s'havien desenvolupat sistemes de control electrònic la distinció era molt més senzilla i intuïtiva, ja que descrivia la construcció i funcionament. Al desenvolupar-se sistemes de control electrònic es dona la paradoxa que hi ha caixes manuals amb possibilitat d'accionament automatitzat (per exemple l'Alfa Romeo) i caixes automàtiques amb possibilitat d'intervenció manual. La classificació en funció de l'accionament és una de les classificacions acceptades per major nombre d'autors:

### Manuals, mecàniques o sincròniques
Tradicionalment es denominen caixes mecàniques les que es componen d'elements estructurals (i funcionals), rodaments, etc. de tipus mecànic. En aquest tipus de caixes de canvi, la selecció de les diferents velocitats es realitza mitjançant comandament mecànic, encara que aquest pot estar automatitzat.
Els elements sotmesos a fregament eixos, engranatges, sincronitzadors, o selectors estan lubricats mitjançant bany d'oli (específic per engranatges) al càrter aïllats de l'exterior mitjançant juntes que garanteixen l'estanquitat.
Els enllaços a l'interior es realitzen mitjançant mecanismes compostos de balancins i eixos guiats per coixinets. L'accionament dels mecanismes interns des de l'exterior de la caixa (que ha d'accionar un eventual conductor) es realitzen amb una palanca directa sobre el canvi o en els motors tranversals mitjançant cables flexibles o varetes rígides.
Les diferents velocitats de què consta la caixa estan sincronitzades. Això vol dir que disposen de mecanismes de sincronització que permeten igualar les velocitats dels diferents eixos de què consta la caixa durant el canvi d'una a una altra.
La connexió cinemàtica entre el motor i la caixa de canvis es realitza mitjançant l'embragatge.
Dins d'aquest grup hi ha la caixa de canvis manual automatitzada de doble embragatge Caixa de canvis de doble embragatge-a alemany direkt Schaltgetriebe-del Grup Volkswagen i la caixa de canvis automàtica de doble embragatge en sec DDCT-a anglès Dual Dry Cluth Transmissió-de Fiat Group Automobiles, les quals permeten el funcionament en mode manual o automàtic, a més d'obtenir una velocitat de transmissió entre marxes molt superior al comptar amb la presència de dos embragatges, un encarregat de les marxes parells i l'altre de les senars (i marxa enrere).

### Automàtiques o hidromátiques
La caixa automàtica és un sistema que, de manera autònoma, determina la millor relació entre els diferents elements, com la potència del motor, la velocitat del vehicle, la pressió sobre l'accelerador i la resistència a la marxa, entre d'altres. Es tracta d'un dispositiu electro-hidràulic que determina els canvis de velocitat, en el cas de les caixes d'última generació, el control el fa un calculador electrònic.
Mentre que la caixa de canvis manual es compon de parells d'engranatges cilíndrics, la caixa automàtica funciona amb trens epicicloïdals en sèrie o paral·lel que conformen les diferents relacions de transmissió.

### Comparació entre sistemes
| Tipus                  | Avantatges                                                            | Desavantatges                                                                  | Denominacions comercials |
| ---------------------- | --------------------------------------------------------------------- | ------------------------------------------------------------------------------ | --- |
| De trens epicicloïdals | - Comoditat - Alt poder de tracció - Economia de manteniment          | - Pes elevat - Baix rendiment mecànic                                          | Steptronic, 7G-tronic, Tiptronic, Proactiva, CAS |
| Pilotada               | - Canvis molt ràpids - Durabilitat mecànica - Alt rendiment mecànic   | - Brusquedat en canvis ràpids                                                  | Selespeed, Sensodrive, Dualogic, Dfn, 2-tronic, Easytronic, i-Shift, R-tronic, SMG, Cambiocorsa, F1, E-Gear                                                                                     |
| Doble embragatge       | - Canvis gairebé instantanis                                          | - Elevat pes i complexitat mecànica respecte d'una caixa pilotada convencional | BorgWarner (Caixa de canvis de doble embragatge a Volkswagen, S-tronic a Audi), Fiat Powertrain Technologies (DDCT a Fiat, Lancia, Abarth i Alfa Romeo), PDK, DKG, Powershift, SST, Nissan GT-R |
| Variador continu       | - Suavitat - Infinites relacions de transmissió en un rang molt ampli | - Parell de transmissió limitat                                                | Hypertronic, multitronic, Autotronic, Multidrive S, Toyota Prius, Speedgear |

## La caixa de velocitats dissenyada per Leonardo da Vinci
Leonardo da Vinci va arribar a dissenyar en els seus temps el que seria el precursor de les caixes de canvis dels cotxes moderns. Imbuït per la febre del desenvolupament industrial que fomentava Ludovico Sforza, Leonardo da Vinci va dissenyar una caixa de canvis formada per dues peces, una cilíndrica i una altra cònica que mitjançant una sèrie d'engranatges convertia el mecanisme en un canvi de velocitats.

## Carcassa
Tenen una carcassa externa (generalment d'alumini) per a protegir els mecanismes interns com la permanent lubricació amb oli. En determinades ocasions es pot trencar a causa de l'impacte d'un element extern o causa del trencament d'un engranatge. En aquest cas s'ha de soldar o fer-la estanca per que funcioni correctament.